# Palazzo Arcivescovile (Lucca)

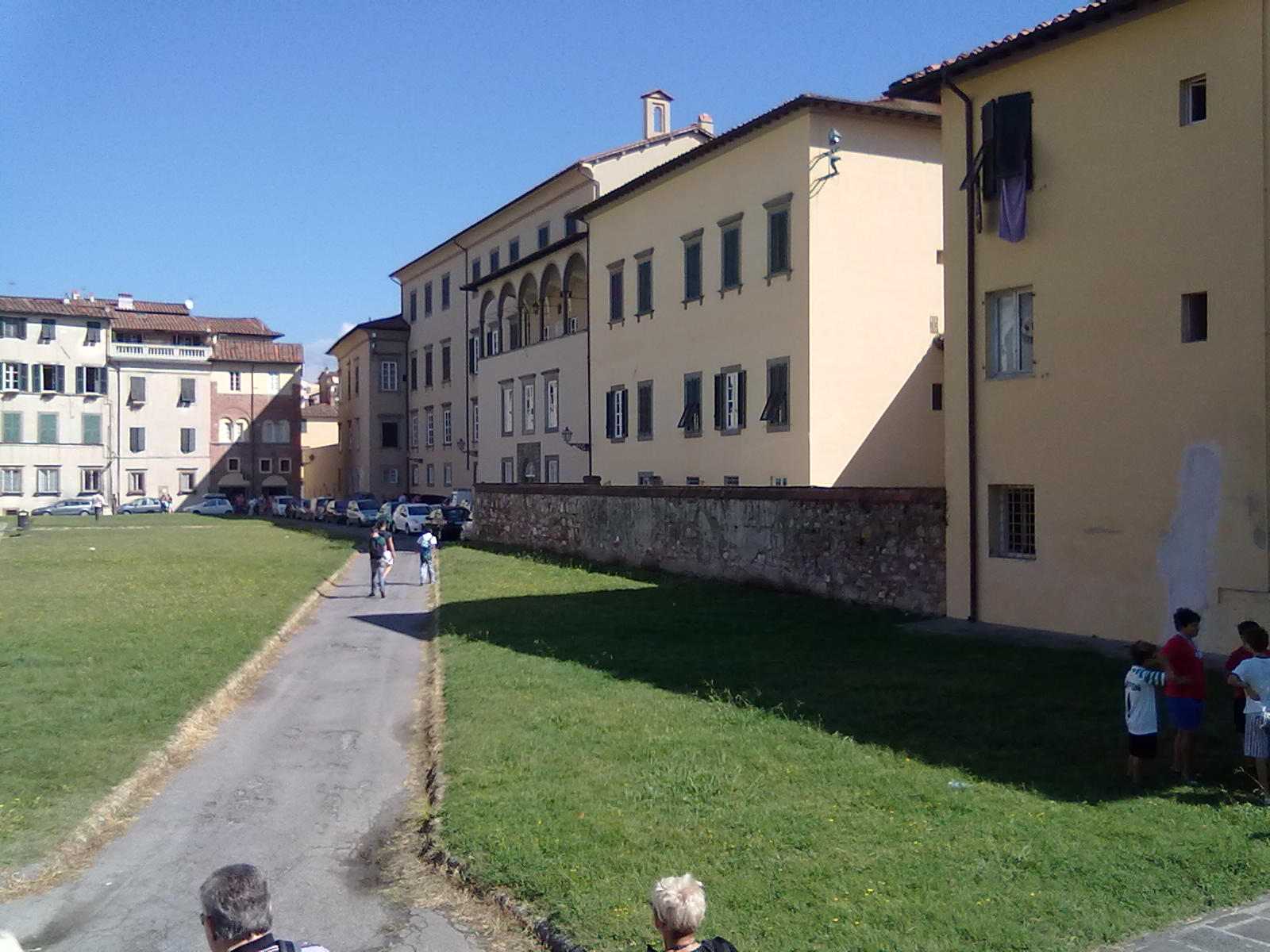
Gegenüber der Ostseite des Doms (links außerhalb des Bildes) steht in der Ecke des Platzes (rechts hinten) der dreiteilige Gebäudekomplex des Palazzo Arcivescovile.

Der Palazzo Arcivescovile steht in Lucca am Piazzale Arrigoni  (Eingang: Via Arcivescovato 45) östlich vom Dom, gegenüber von dessen Apsis. Er ist die Bischofsresidenz des Erzbischofs und Sitz der Verwaltung des Erzbistums Lucca.

## Beschreibung
Der erste Palazzo an dieser Stelle entstand in der 1. Hälfte des 13. Jahrhunderts, wie eine Inschrift von 1224 bezeugt, und ersetzte den früheren Bischofspalast bei Santa Reparata. Der Bau wurde in der 2. Hälfte des 15. Jahrhunderts erweitert sowie in der 2. Hälfte des 18. Jahrhunderts nochmals erweitert und umfassend erneuert. Der Renaissancebau war mit dem Dom durch einen Arkadengang verbunden, der aber im 18. Jahrhundert abgebrochen wurde, als der Dom von der umgebenden Bebauung freigestellt wurde.
Das Portal ist mit zwei fliegenden Eroten, die einen Wappenschild halten, und vegetabilen Ornamentbändern in antikisierender Manier dekoriert. Für die Künstlerzuschreibung wurden die Art des Matteo Civitali (1436–1501) und die Schule des Jacopo della Quercia (1371/74–1438) vorgeschlagen. Seine hölzernen Türflügel stammen von Jacopo da Villa.
Im Treppenhaus steht ein römischer Reliefsarkophag des 2. Jahrhunderts n. Chr. mit dem Triumphzug des Dionysos, der 1692 gefunden wurde und im 18. Jahrhundert als Wasserbecken im Palasthof diente. Ebenfalls im Treppenhaus ist ein mit zwei Putten verzierter Architravblock zu sehen, der eine Bauinschrift von 1224 trägt.
Das Studiolo in den bischöflichen Privatgemächern wurde in der 2. Hälfte des 16. Jahrhunderts mit Groteskenmalerei geschmückt.

## Archivio Arcivescovile
Das Äußere des Archivgebäudes neben dem Palazzo wird von einer offenen Loggia im obersten Stockwerk geprägt.
Der Palazzo und das angrenzende Gebäude des Archivio Arcivescovile beherbergen heute neben den Beständen des eigentlichen Erzbischöflichen Archivs von Lucca auch jene des Archivs des Domkapitels sowie weiterer kirchlicher und privater Archive. Das Archiv wurde nie von Bränden oder anderen Katastrophen heimgesucht und hat sich in seltener Geschlossenheit erhalten, unter anderem mit 13.000 Pergamenturkunden ab dem Jahr 685, darunter über 150 langobardische Urkunden, 1.800 Dokumente aus der Zeit vor 1000 sowie Kaiserurkunden und päpstliche Bullen.
Dem Archiv ist heute die Biblioteca Capitolare angeschlossen, die ihrerseits die Bestände von vier Bibliotheken in sich vereinigt. Ihre Sammlung von illuminierten Handschriften ist von grundlegender Bedeutung für die Geschichte der Buchmalerei in Lucca. Eine – aus konservatorischen Gründen wechselnde – Auswahl wird in einem Saal des Museo della Cattedrale gezeigt.
Zu den Kunstgegenständen im Archiv zählen eine Glocke von 1290 aus San Donato in Domazzano (Borgo a Mozzano) und historische Archivschränke aus dem 18. Jahrhundert, die mit Grotesken- und Landschaftsmotiven bemalt sind. 
Eine besondere Kostbarkeit ist ein spätantikes Elfenbein-Diptychon des Areobindus aus dem Jahr 506. Es ist eines von drei vollständig (also mit beiden Elfenbeintafeln) erhaltenen Exemplaren weltweit und ist im Museo della Cattedrale ausgestellt.